# Hydrochoerus
A Hydrochoerus az emlősök (Mammalia) osztályának rágcsálók (Rodentia) rendjébe, ezen belül a tengerimalacfélék (Caviidae) családjába tartozó nem.
Közismert nevük kapibara (capybara, capibara, a tupi-guarani kapii’gwara szóból), élőhelyük Dél-Amerika, a karibi Grenada sziget, Kalifornia és Panama. A kapibarák a világ legnagyobb élő rágcsálói.

## Rendszerezés
A nembe az alábbi 2 élő és 1 fosszilis faj tartozik:
- vízidisznó (Hydrochoerus hydrochaeris) Linnaeus, 1766 – típusfaj
- kis kapibara (Hydrochoerus isthmius) Goldman, 1912 – korábban azonosnak tartották a Hydrochoerus hydrochaeris-szal
- †Hydrochoerus gaylordi[2]